# حكايات الموتى السائرون
حكايات الموتى السائرون (بالإنجليزية: Tales of the Walking Dead)‏ هو مسلسل أمريكي قادم مشتق من مسلسل الموتى السائرون، المسلسل من بطولة أنتوني إدواردز، باركر بوزي، تيري كروز وجيليان بيل. من المقرر عرض المسلسل على قناة إيه إم سي في منتصف 2022.

## روابط خارجية
حكايات الموتى السائرون على موقع IMDb (الإنجليزية)
- حكايات الموتى السائرون على موقع ميتاكريتيك (الإنجليزية)
- حكايات الموتى السائرون على موقع روتن توميتوز (الإنجليزية)
- حكايات الموتى السائرون على موقع كينوبويسك (الروسية)
- حكايات الموتى السائرون على موقع ألو سيني (الفرنسية)
- حكايات الموتى السائرون على موقع قاعدة بيانات الفيلم (الإنجليزية)